# Rajwa Al Saif
Rajwa Al Saif (en arabe : رجوى آل سيف), née le 28 avril 1994 à Riyad, est une architecte saoudienne devenue princesse de Jordanie par son mariage, en 2023, avec le prince héritier Hussein ben Abdallah.

## Biographie

### Enfance et éducation
Rajwa Al Saif naît à Riyad, en Arabie saoudite, le 28 avril 1994. Elle est la plus jeune des quatre enfants de l'homme d'affaires saoudien Khaled bin Musaed bin Saif bin Abdulaziz Al Saif (1953-2024), directeur général du groupe privé Al Saif, et de son épouse Azza Al Sudairi,. La famille Al Saif descend des cheikhs de la tribu Subai qui dirigent la ville d'Al-Attar, dans la région de Sudair (en). Sa mère appartient à la famille Al Sudairi, la même famille que la mère de l'actuel roi d'Arabie saoudite, Hassa bint Ahmed Al Sudairi, ainsi que celle de sa défunte épouse, Sultana bint Turki Al Sudairi (en),. Son père Khaled Al Saif était diplômé en génie civil de l'Université américaine de Beyrouth et a fondé El Seif Engineering Contracting, l'une des principales entreprises de construction en Arabie saoudite, ainsi que d'autres entreprises dans d'autres secteurs.
Après des études secondaires en Arabie saoudite, Rajwa Al Saif poursuit ses études supérieures à l'école d'architecture de l'université de Syracuse aux États-Unis d'Amérique. Elle est également diplômée du Fashion Institute of Design & Merchandising (en) et a travaillé dans un cabinet d'architecture à Los Angeles.

### Mariage princier et descendance
Le 17 août 2022, la Cour royale hachémite annonce les fiançailles de Rajwa Al Saif avec le prince héritier Hussein ben Abdallah, fils aîné du roi Abdallah II et de la reine Rania.
La cérémonie de fiançailles a lieu au domicile du père de la jeune femme à Riyad. Elle réunit le roi et la reine de Jordanie, le prince Hassan ben Talal, le prince Hashem ben Abdallah, le prince Ali ben Al Hussein et d'autres membres de la dynastie hachémite, ainsi que des membres de la famille Al Saif.
Le mariage est célébré le 1er juin 2023 dans le palais de Zahran, à Amman, capitale de la Jordanie.
Le couple a une fille, la princesse Iman bint al-Hussein, née le 3 août 2024 à Amman.

## Titulature
Le titre de princesse héritière n'étant habituellement pas utilisé en Jordanie, Rajwa devient, lors de son mariage, princesse de Jordanie et reçoit le titre de « princesse Rajwa Al Hussein » avec la qualification d'altesse royale.